# Neocrex
Neocrex es un género de aves de la familia de los rállidos, que habita en zonas húmedas de América del Sur y Panamá. 

## Lista de especies
Se han descrito 2 especies integrantes de este género:
- Neocrex colombiana.
- Neocrex erythrops.